# Скотт Атран
Скотт Атран (англ. Scott Atran; 6 лютого 1952) — французько-американський культурний антрополог, який є директором досліджень в галузі антропології Національного центру наукових досліджень в Парижі, професор Мічиганського університету, один із засновників ARTIS International, науковий співробітник Оксфордського університету. Він вивчав і писав про тероризм, насилля і релігію та працював у місцях з терористами та ісламськими фундаменталістами, а також з політичними лідерами.

## Молоді роки та освіта
Атран народився в Нью-Йорку в 1952 році.
Будучи студентом, він став помічником антрополога Маргарет Мід в американському музеї природної історії. Отримав докторський ступінь з антропології від Колумбійського університету. Крім того, закінчив магістратуру із соціальних відносин в Університеті Джонса Хопкінса.
В 1974 році у нього виникла суперечка у Абатстві Руайомону в Франції про універсальність природи в людській думці й суспільстві. Серед інших учасників були лінгвіст Ноам Чомскі, психолог Жан Піаже, антрополог Грегорі Бейтсон і Клод Леві-Строс, біологи Франсуа Жакоб і Жак Моно, які закінчили Гарвард та вважаються важливою гілкою в розвитку когнітивної науки.

## Кар'єра
Атран викладав у Кембриджському університеті, Єврейському університеті в Єрусалимі, у Вищій школі в Парижі і Коледжі кримінального правосуддя Джон Джея в Нью-Йорку. Він є науковим директором в антропології французького Національного центру наукових досліджень, член Інституту Жана Нікода у Вищій нормальній школі. Він також є професором державної політики і психології в університеті Мічігана, засновником і співробітником центру для вирішення невирішуваних конфліктів в Оксфордському університеті, співзасновником ARTIS International.

## Дослідження
Атран експериментував на шляху вчених і категорії простих людей та роздумував про природу, експериментував на когнітивній та еволюційній психології релігії; його робота була широко видана на міжнародному рівні в популярній пресі, в наукових журналах в різноманітних дисциплінах. Він проінформував членів Конгресу США і співробітників Ради національної безпеки з документами та презентаціями, такими як «Відданий актор проти раціонального актора в Світовому конфлікті», «Порівняльна анатомія і еволюція глобальної мережі тероризму» і «Шляхи до і від насильницького екстремізму». Він був раннім критиком американської інтервенції в Ірак і поглибленості захоплення в Афганістані. 
Атран також був лютим противником політичної спроби ліквідувати державне фінансування соціальної науки, стверджуючи, що це має вирішальне значення для національних інтересів, в тому числі інновації і безпеки в бізнесі, технології, медицині та обороні.

## Переговори про конфлікт
Атран опублікував дослідження про межі раціонального вибору в політичних і культурних конфліктах.
Він працював над дослідженням того, як політичні переговори можуть пройти вірогідніше у бік згоди. Атран, психологи Джеремі Джинджес і Дуглас Медін та політолог Халіль Шикакі провели експеримент, дослідивши «600 єврейських поселенців на Західному березі, більше 500 палестинських біженців і більше 700 палестинських студентів, половина з яких ототожнюється з Хамас та Палестинським ісламським Джахадом. 
Дослідники розділили випробовуваних на три групи, кожна з яких була представлена з різних «гіпотетичних мирних договорів». В базовій групі опитуваних було покладено «рішення двох держав, при якому ізраїльтяни будуть виведені з 99% Західного берега, але не повинні поглинати палестинських біженців», пропозиція – «все не так просто». Для  другої групи – гіпотетичні угоди «підсолоджені грошовою компенсацією від США і Європейського Союзу, наприклад, мільярд доларів в рік протягом ста років або гарантія того, що люди будуть жити в мирі і процвітанні. З цими солодкими обіцянками нонабсолютисти, як очікується, збережуть свою опозицію недовго. Але абсолютисти вимушені спостерігати за компромісом табу, були навіть ті, що готові дійти до насилля». А для третьої групи пропонується існування двох держав «що доповнюють ворога символічною декларацією, в якій вони порушують одну зі своїх священних цінностей».
В мережі представлено звернення до ізраїльських поселенців з тим, що палестинці «відмовляться від будь-яких претензій з права на їх повернення» або «потрібно буде визнати історичне і законне право єврейського народу на Землю Ізраїльську»; представлено думки палестинців, що Ізраїль «визнає історичне і законне право палестинців на свою державу і буде просити пробачення за всі образи, принесені палестинському народові» або «віддасть Західний берег, на який, як вони вважають, мають священне право», або «символічно признають історичну легітимність права на повернення (без фактично представленого їм)». 
Підбивши підсумки вимог, когнітивний психолог Стівен Пінкер зробив висновок «на відміну від хабарів, грошей чи миру, поступка ворогом символістичного сакрального значення, особливо коли він визнає священне значення з власного боку, зменшує гнів абсолютистів, відразу і бажання схвалити насильство».
Атран працював з Радою безпеки Організації Об'єднаних Націй і брав участь у конфлікті в переговорах на Близькому Сході.

## Польові дослідження тероризму
Його роботи з ідеології і соціальна еволюція транснаціонального тероризму, які включали в себе польові роботи з моджахедами і їх прибічниками в країнах Європи, Близького Сходу, Центральної та Південно-Східної Азії та Північної Африки, викликали загальні припущення. Когнітивний психолог Стівен Пінкер приводить деякі висновки з Атрана таким чином:
«Далеко не безграмотні, ниці, нігілістичні або душевнохворі терористи-вбивці, як правило освічені, середній клас, займаються цим без очевидної психопатії. Атран зробив  висновок, що багато мотивів можна знайти в клановому альтруїзмі…. [Атран показує, що] ХАМАС і інші палестинські терористичні групування [тримають] на пряниках замість батога, аби сім’я терориста мала їх у вигляді щедрих щомісячних стипендій, своєчасних виплат і масовий престиж в суспільстві… Атран показує також, що терористи-смертники можуть бути залученими і без цих стимулів. Імовірно, найбільш ефективний призов до мучеництва – це можливість приєднатись до щасливої групи братів. Терористичні ланки часто починаються як банди безробітних самотніх молодих людей, які зібрались разом в кафе, гуртожитку, футбольному клубі, перукарні чи інтернет-чатах і несподівано знайшли сенс свого життя, прагнення до нового загону… Прихильність до групи підсилює релігію, а не лише буквальні обіцянки раю, присутнє відчуття духовного трепету, яке виходить від занурення себе в хрестовий похід, призов, видіння або джихад. [Атран пише, що релігія також може перетворити себе і обов'язково привести себе в священне значення – це добре, що тому не може протистояти щось ще, включаючи саме життя. Обов'язково може бути додатково підігріта жага помсти, яка у випадку войовничого Ісламізму приймає форму помсти за шкоду і приниження будь-якого мусульманина в будь-якій точці планети в будь-який час в історії, або за символістичні образи, такі як наявність невірних солдатів на священній землі].
Атран підбив підсумки і висновки своєї роботи:
«Коли ви дивитесь на молодих людей, як ті, хто виріс, щоб підірвати потяги в Мадриді в 2004 році, щоб зробити забій в лондонському метро в 2005 році, надіються підірвати авіалайнери в небі на шляху в США в 2006 і 2009 роках, і здалеку, аби вмерти, вбиваючи невірних в Іраку, Афганістані, Пакистані, Ємені і Сомалі; коли ви дивитесь на тих, кого вони обожнюють, як їх організувати, які узи і що ними керує; тоді ви бачите те, що надихає найнебезпечніших терористів у світі – не стільки Коран або релігійні вчення, як захоплюючі причини і призов до дій, який обіцяє славу і повагу в очах друзів, і через друзів, їхню вічну повагу і пам’ять у всьому світі – вони ніколи не будуть жити, щоб насолоджуватись… Джихад – це урівнюваний, роботодавець з рівними можливостями: …братський, швидкопрориваючий, захоплюючий, відомий та крутий».
‒ Скотт Атран, свідчення перед Сенатом США.
Відносно Атранового аналізу Ісламської держави Іраку і Леванта як революційного руху «всесвітньо-історичного масштабу» письменник для New York Times вважає:
«Топ-антрополог в Парижі  [хто співставляв], хто мав дослідження серед незадоволеної молоді з висновками від таких  несхожих діячів, як Гітлер, Берк, Дарвін і Гоббс, а також був пильним наглядачем ісламської держави в «глобальному архіпелагу джихада». Він стверджує, що ми розпустили ISIS на свій страх та ризик, і що насправді, ми багато робимо, аби сприяти її росту. Декотрі його історичні висновки будуть суперечливими, але це французький інтелектуалізм в його найглибших і найкорисніших проявах. Ось розказую анекдот: коли Чарлі Чаплін і французький кінорежисер Рене Клер дивились «Тріумф волі» (1935), візуальний гімн національному соціалізму  Лені Ріфеншталя, «Чаплін сміявся, а Клер була в жаху, побоюючись, що, якщо б воно було показано більш широко, все може бути втрачено на Заході».
«Хроніка вищої освіти» (газета) супроводжує Атрана на фронті в боротьбі проти ISIS в Іраку, де він і його дослідницька група були оцінені як «воля до боротьби» серед бійців:
«Атран конкретизує те, що він називає «Посвячені акторські рамки» [на відміну від стандартних «Основ раціонального актора»], які мають сакральне значення [які мають імунітет до матеріалу компромісів] і посвідчення синтезу [повне злиття особистості з Груповою ідентичністю], і які зливаються в єдину теорію і дають поради за побиття ISIS: «Наука говорить про те, що священні цінності кращі проти інших священних цінностей, котрі надихають відданість, або розсікають плавлену соціальну сітку». Ліве недоказане: «Як ви пропонуєте настільки надихаючу альтернативу? За яким методом цю соціальну сітку розділити? Атран не прикидався, що знає відповіді, але не думаю, що сьогоднішні спроби так званих «countermessaging» приречені на провал, тому що ці повідомлення є безтілесними з соціальних мереж, у яких втілені ідеї на дане життя. Атран має можливість для збору даних в умовах военного конфлікту, де наукові чвари направлені в бік, де існує майже всезагальне захоплення, межуюче з обожнюванням».
Серія експериментальних досліджень, направлених на Атрана і соціального психолога Анхеля Гомеса, проведена з захоплених ISIS, бойовиків, бойовиків робочої партії Курдистану (РПК), Пешмергу, армії Іраку і арабських Суннітських бойовиків в Іраку, а також тисячі простих громадян Європи. Вона отримала подальший розвиток і надихнула автора у цілеспрямованості «допомоги в проведенні політичних рішень для спільної оборони». З повідомлень з CNN:
«Дослідники виявили три важливих фактори мотивації, як бойовиків ISIS,так і тих хто бореться з ними: глибока прихильність священним цінностям, готовність відмовитись від сім'ї за ці цінності, і сприймання духовної сили групи або спільноти. Атран казав, що в нашому матеріальному світі ми недооцінювали або зменшували духовні виміри людської діяльності. Робиш так, тоді ризикуєш залишити себе відкритим для людей, які керуються більш глибокими духовними і священними цінностями, і  я думаю, о це найбільша небезпека, з якою ми стикаємось».
Атран стверджує в інтерв'ю газети «Washington post», що: «Ніколи в історії так мало людей не викликало стільки страху». Він і його колеги ARTIS International стверджують:
«Не дивлячись на інтенсивні зусилля спецслужб і багаточисленних конференцій, статей і книг, фундаментальні аспекти тероризму залишаються невідомими: що виявляє терористів до того, як вони починають діяти; як вони радикалізувались; що мотивує їх на дії; коли ж вони діють; які заходи є найбільш ефективними? Зусилля, аби знайти відповіді, не виправдались частково тому, що… політики, як правило, складають таку інформацію в парадигми у сфері зовнішньої політики, воєнної доктрини і кримінального правосуддя, кожне з яких з серйозними недоліками,відносно тероризму».
Атран і колеги запропонували альтернативний підхід, рухомий теоретично в рамках польових досліджень, що містить в собі багато даних і інформує політику, зберігши при цьому інтелектуальну незалежність.

## Інші роботи
Атран проводить постійні дослідження в Гватемалі, Мексиці й США на універсальні і культурно-специфічні аспекти каталогізації біологічного і екологічного мислення і прийняття рішень серед майя і інших корінних американців.
Атранові дебати з Семом Харрісом, Деном Деннетом, Річардом Докінзом і іншими в 2006 році за віру симпозіуму в межах розсуду і роль релігії в сучасному суспільстві, підкреслили відмінності між цими авторами, які розглядають релігію як принципово неправдиву і політично та соціально репресивну, і Атран єдиний, хто бачить можливість фальсифікації абсурдних релігійних переконань, як історично вирішальне значення для формування крупно масштабних спільнот і актуальні мотиватори для конфлікту і співробітництва.

### Автор
- Fondements de l’histoire naturelle Bruxelles: Editions Complexe, 1986. Pp. 244. ISBN 2-87027-180-8
- Cognitive Foundations of Natural History: Towards an Anthropology of Science Cambridge University Press, 1993 ISBN 978-0-521-43871-1
- In Gods We Trust: The Evolutionary Landscape of Religion Oxford University Press, 2002; ISBN 978-0-19-803405-6
- Talking to the Enemy: Faith, Brotherhood, and the (Un)Making of Terrorists HarperCollins, 2010; ISBN 978-0-06-202074-1
- L’Etat islamique est une révolution Les Liens Qui Libèrent Editions, 2016; ISBN 979-1020903983

### Співавтор і редактор
- Histoire du concept d’espece dans les sciences de la vie, ed. (1987)
- Folkbiology, ed. with Douglas Medin (1999)
- Plants of the Peten Itza' Maya, with Ximena Lois and Edilberto Ucan Ek (2004)
- The Native Mind and the Cultural Construction of Nature, with Douglas Medin (2008)
- Values, Empathy, and Fairness Across Social Barriers. ed., Annals of the New York Academy of Sciences, with Oscar Vilarroya, Arcadi Navarro, Kevin Ochsner and Adolf Tobena (2009)